# АЭС Ви-Си Саммер
АЭС Ви-Си Саммер (англ. Virgil C. Summer Nuclear Generating Station) — действующая атомная электростанция на юго-востоке США.
Станция расположена на берегу водохранилища Монтиселло в округе Фэрфилд штата Южная Каролина, в 27 милях на северо-запад от города Колумбия.
Названа в честь Вирджила Клифтона Саммерса, бывшего генерального директора и председателя South Carolina Electric and Gas.
В 2012 году была получена лицензия на постройку двух новых блоков АЭС (2-го и 3-го) с новейшими реакторами AP1000 от компании Westinghouse.
Однако, запредельная сложность, дороговизна и не предусмотренные проектом 4 года прохождения национальных регуляторов для получения лицензии на строительство и эксплуатацию АЭС стали фатальными для АЭС.  Удорожание и затяжка проекта из-за требований американских регуляторов привели к тому, что в марте 2017 г. Toshiba/Westighouse не выдержала перерасходов по проектам строительства АЭС Вогтль (Vogtle, где аналогичные блоки были достроены) и V.C. Summer, и в итоге Westinghouse пошла на банкротство. 
31 июля 2017 года компании-владельцы АЭС VC Summer объявили о невозможности достройки блоков 2 и 3.
В январе 2025 года компания-владелец объявила о начале приема предложений по достройке двух частично построенных энергоблоков АЭС VC Summer или других альтернативных вариантов.

## Энергоблоки
| Энергоблок | Тип реакторов          | Мощность | Мощность | Начало строительства | Физпуск                | Подключение к сети     | Ввод в эксплуатацию    | Закрытие               |
| Энергоблок | Тип реакторов          | Чистый   | Брутто   | Начало строительства | Физпуск                | Подключение к сети     | Ввод в эксплуатацию    | Закрытие               |
| ---------- | ---------------------- | -------- | -------- | -------------------- | ---------------------- | ---------------------- | ---------------------- | ---------------------- |
| Саммер-1   | PWR, W (3-loop) DRYAMB | 971 МВт  | 1006 МВт | 21.03.1973           | 22.10.1982             | 16.11.1982             | 01.01.1984             | —                      |
| Саммер-2   | PWR, AP-1000           | 1117 МВт | 1250 МВт | 09.03.2013           | строительство отменено | строительство отменено | строительство отменено | строительство отменено |
| Саммер-3   | PWR, AP-1000           | 1117 МВт | 1250 МВт | 02.11.2013           | строительство отменено | строительство отменено | строительство отменено | строительство отменено |